# Dimorphos
(65803) Didymos I Dimorphos (tên định danh là S/2003 (65803) 1) là một vệ tinh hành tinh vi hình của tiểu hành tinh gần Trái Đất 65803 Didymos, mà nó chia sẻ cùng tiểu hành tinh đôi. Nó có đường kính khoảng 170 mét (560 ft). Được phát hiện vào năm 2003 tại Đài quan sát Ondřejov, nó là mục tiêu của Thử nghiệm chuyển hướng tiểu hành tinh đôi của NASA/JHUAPL (DART) nhằm gửi một tác nhân tác động để thay đổi quỹ đạo của vệ tinh xung quanh Didymos bằng cách va chạm với nó vào ngày 26 tháng 9 năm 2022. Tàu Hera của ESA sẽ đến hệ thống Didymos vào năm 2026 để nghiên cứu sâu hơn về tác động của vụ va chạm lên vệ tinh.

## Khám phá

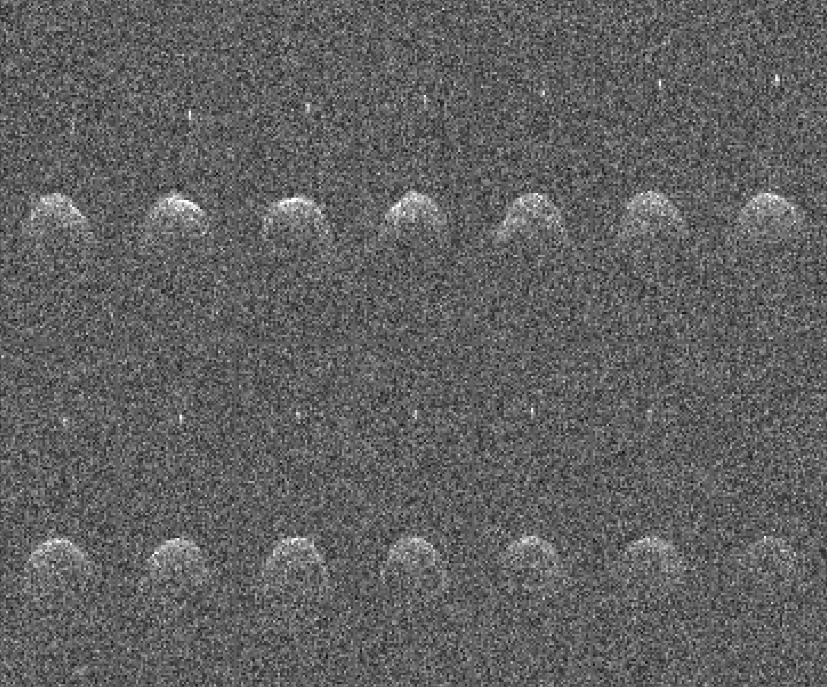
Hình ảnh radar của Didymos và Dimorphos từ Đài thiên văn Arecibo chụp vào năm 2003

Tiểu hành tinh chính Didymos được phát hiện vào năm 1996 bởi Joe Montani của Dự án Spacewatch tại Đại học Arizona. Vệ tinh Dimorphos được phát hiện vào ngày 20 tháng 11 năm 2003, từ phép đo sáng của Petr Pravec và các đồng nghiệp tại Đài quan sát Ondřejov ở Cộng hòa Séc. Người ta phát hiện ra các vết mờ do độ sáng của Didymos bị sụt giảm theo chu kỳ do các hiện tượng nhật thực và bị che khuất bởi các thiên thể khác. Với các cộng sự của mình, ông xác nhận từ độ trễ hình ảnh Doppler của radar Arecibo rằng Didymos là một tiểu hành tinh đôi.

## Tên gọi
Nhóm làm việc Danh mục vật thể nhỏ của Liên minh Thiên văn Quốc tế (IAU) đã đặt tên chính thức cho vệ tinh vào ngày 23 tháng 6 năm 2020.  Tên có nguồn gốc từ một từ Hy Lạp Dimorphos (Δίμορφος) nghĩa là "có hai dạng". Lời giải thích cho cái tên mới là: "Là mục tiêu của các sứ mệnh không gian DART và Hera, nó sẽ trở thành thiên thể đầu tiên trong lịch sử vũ trụ có hình dạng được thay đổi đáng kể do sự can thiệp của con người (tác động của DART)".
Trước khi đặt tên cho IAU, biệt danh "Didymoon" đã được sử dụng chính thức trong truyền thông.

## Đặc điểm

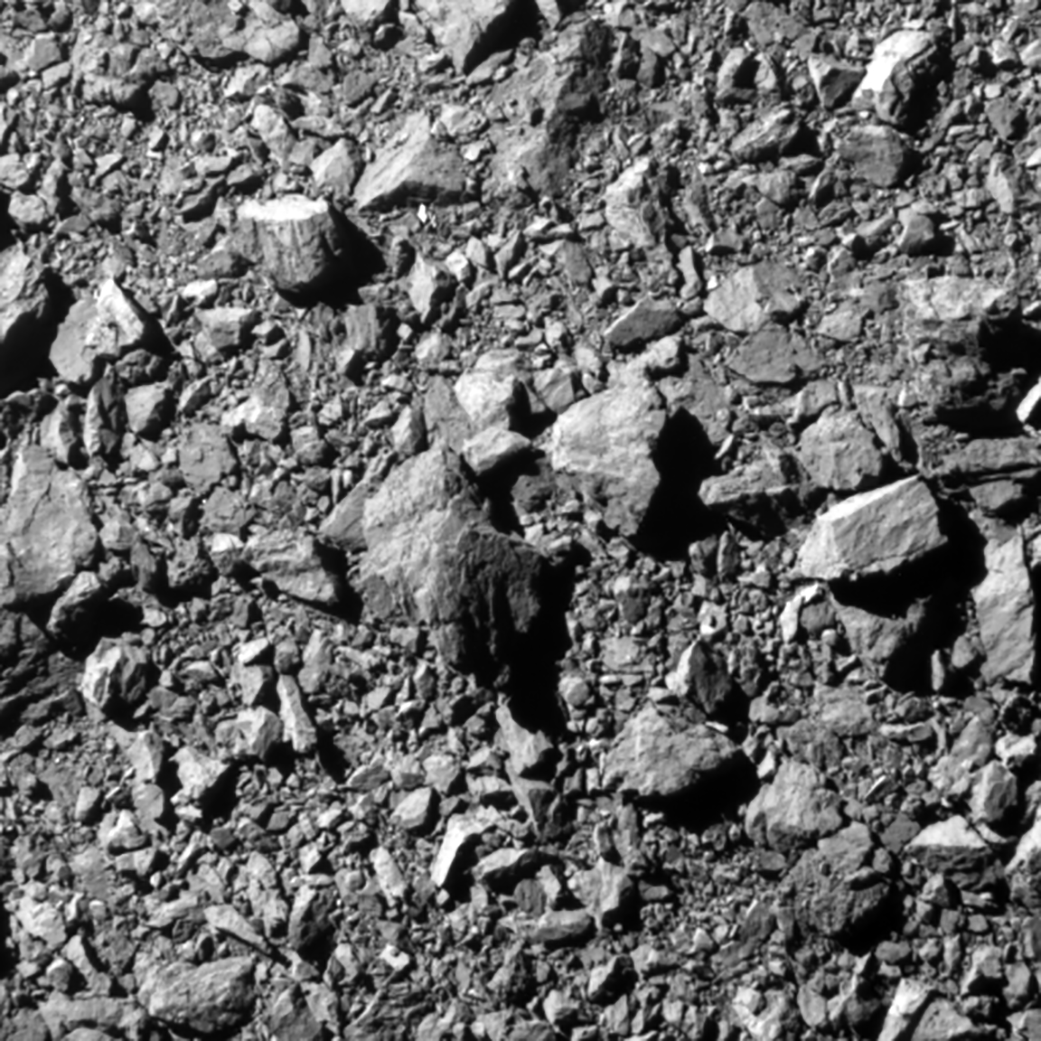
Hình ảnh áp chót của bề mặt Dimorphos được chụp bởi DART

Thiên thể chính của tiểu hành tinh đôi, Didymos, quay quanh Mặt Trời ở khoảng cách 1,0–2,3 AU 770 ngày một lần (2 năm và 1 tháng). Đường đi của quỹ đạo có độ lệch tâm là 0,38 và độ nghiêng là 3° so với đường hoàng đạo. Vào ngày 4 tháng 10 năm 2022 Didymos sẽ thực hiện cách tiếp cận Trái Đất khoảng 10,6 triệu km (6,6 triệu mi).
Dimorphos di chuyển theo quỹ đạo gần xích đạo, gần tròn xung quanh Didymos, với chu kỳ quỹ đạo là 11,9 giờ. Chu kỳ quỹ đạo của nó đồng bộ với vòng quay của nó, do đó cùng một mặt của Dimorphos luôn đối mặt với Didymos. Quỹ đạo của Dimorphos quay ngược lại so với mặt phẳng hoàng đạo, phù hợp với chuyển động quay ngược của Didymos.
Dimorphos có đường kính khoảng 170 mét (560 ft), so với Didymos có chiều ngang khoảng 780 mét (2.560 ft). Nó hiện là thiên thể nhỏ nhất được IAU đặt tên chính thức.
Những hình ảnh trong vài phút cuối cùng của sứ mệnh DART đã tiết lộ những đặc điểm bề mặt chưa từng thấy trước đây. Tariq Malik của Space.com đã mô tả nó là "bị bao phủ bởi những tảng đá và địa hình không bằng phẳng". Hình ảnh sơ bộ của LICIACube về vụ va chạm cho thấy một chùm sợi nhỏ của bụi phóng ra ngoài từ Dimorphos. Các nhà thiên văn sử dụng kính thiên văn từ Trái Đất cũng như Kính viễn vọng không gian Hubble, Kính viễn vọng không gian James Webb và tàu vũ trụ Lucy đã phát hiện thấy hệ thống Didymos sáng lên đáng kể khi chùm lông tơ nở ra theo hình lưỡi liềm.

## Thăm dò
Vào ngày 24 tháng 11 năm 2021, NASA đã phóng tàu vũ trụ Thử nghiệm Chuyển hướng Tiểu hành tinh Đôi (DART) trên tên lửa SpaceX Falcon 9 từ Tổ hợp Phóng Không gian phía Đông 4 tại Căn cứ Lực lượng Không gian Vandenberg ở California, Hoa Kỳ.
DART là thử nghiệm đầu tiên để bảo vệ Trái Đất khỏi các tiểu hành tinh nguy hiểm và tàu vũ trụ đã cố gắng làm chệch hướng một chút hướng đi của vệ tinh Dimorphos ra khỏi vị trí của nó. Tàu vũ trụ đâm vào Dimorphos với tốc độ khoảng 15.000 mph (6,6 km/s) vào ngày 26 tháng 9. Vụ va chạm được cho là sẽ mang Dimorphos và Didymos đến gần nhau hơn. Dimorphos sau đó sẽ quay vòng quanh Didymos nhanh hơn trước, do đó quỹ đạo của nó được rút ngắn đi ít nhất là 10 phút.
Tàu vũ trụ DART đi cùng với LICIACube, một chiếc Cubesat bay của Cơ quan Vũ trụ Ý (ASI) 6, được thả 15 ngày trước khi va chạm để ghi lại vụ va chạm. Cơ quan Vũ trụ Châu Âu có kế hoạch phóng tàu vũ trụ Hera tới Dimorphos vào năm 2024 để nghiên cứu hố va chạm và quỹ đạo mới của tiểu hành tinh đôi.